# شورای منطقه‌ای آلونا
شورای منطقه‌ای آلونا (انگلیسی: Alona Regional Council، عبری: מועצה אזורית אלונה‎، ت. «Mo'atza Azorit Alona») یک شورای منطقه‌ای در شمال اسرائیل است. این شورا بخشی از استان حیفا است و سه موشاو امیکام، آویئل و گیوات نیلی را پوشش می‌دهد. دفتر مرکزی شورا در امیکام واقع شده است. این نشان با کلمات کتاب مقدس از مزمور ۱۲۶:۵ حک شده است: «کسانی که با اشک می‌کارند، با سرود شادی درو خواهند کرد.»